# Fiat 650
Der Fiat 650 ist ein mittelschwerer Mehrzweck-Lkw des italienischen Herstellers Fiat V.I. ab 1960.

## Entwicklungsgeschichte

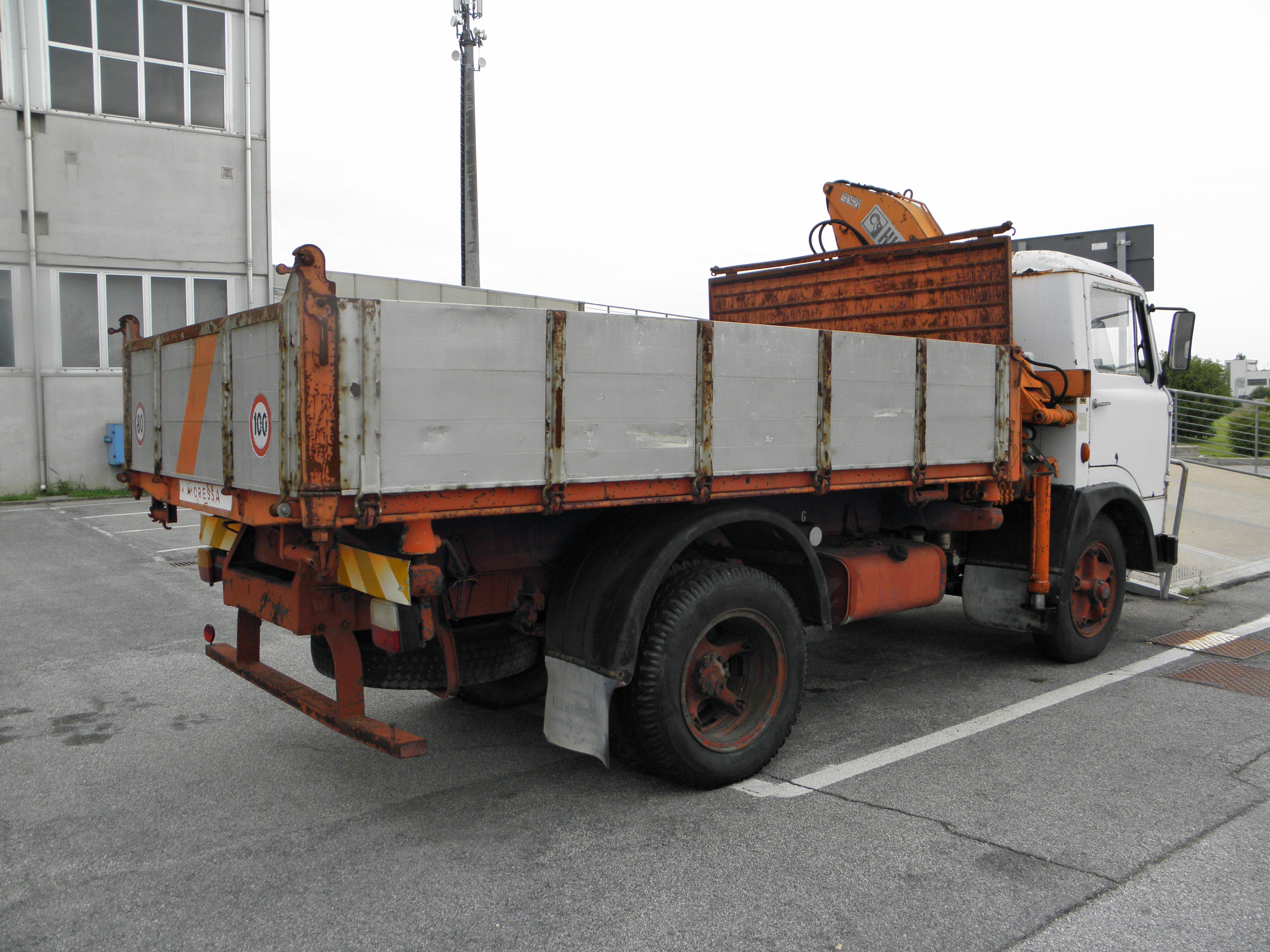
Ansicht von rechts hinten

Dieses Fahrzeug sollte die Lücke im Produktionsprogramm des Herstellers zwischen dem kleineren Fiat 645 und dem größeren Fiat 642 schließen, die damals von seiner Tochtergesellschaft OM mit der „zoologischen“ Baureihe, insbesondere OM Tigrotto, besetzt wurde.
Der Fiat 650N übernimmt wie der 645N die Fahrwerkskonstruktion seines Vorgängers des Fiat 642, hat jedoch bis 1967 den 4,6-Liter-Fiat 213-Dieselmotor, einen Sechszylinder mit OHV-Ventilsteuerung. Die höchste Leistung gibt er bei 3000/min ab.  Der Fiat 650 hat das Fiat-„Baffo“-Fahrerhaus der zweiten Generation, gegenüber dem Fiat 690 verkleinert und ohne Schlafbereich. Seine Eigenschaften und seine geringe Breite machten den Fiat 650 zu einem der beliebtesten Lkw seiner Klasse. Er blieb 14 Jahre lang in Produktion.
Der Fiat 650 war in den vier Serien 650N bis 650N3 erhältlich, bis er 1973 durch die Fiat-OM-Serie „X“ ersetzt wurde.
Der Fiat 650 hatte die gleichen Fahrerhäuser und Fahrgestelle wie der Fiat 645, der für niedrigere Lasten zugelassen war. Die erste Serie, einschließlich der Versionen N und N1, hatte die sogenannten „Baffo“-Fahrerhäuser, die zweite Serie hatte die sogenannte „amerikanische“ Kabine, die so genannt wurde, weil sie zuerst auf den rundlicheren Fiat-Lastwagen aus Argentinien eingeführt wurde.